# Maechidius miklouhomaclayi
Maechidius miklouhomaclayi (лат.) — вид пластинчатоусых жуков из подсемейства хрущей (Scarabaeidae). Назван в честь российского путешественника и этнолога Николая Миклухо-Маклая (1846—1888).

## Распространение
Океания, Папуа — Новая Гвинея (провинция Маданг, 145°24’E 4°42’S, на высоте 750 м).

## Описание
Длина тела 6,6 мм, основная окраска буровато-чёрная. Фасеточные глаза большие и шаровидные, занимают более половины длины головы. Длина головы 1,3 мм, ширина через глаза 1,5 мм. Длина переднеспинки 1,5 мм, максимальная ширина 2,5 мм. Длина надкрылий 3,8 мм, максимальная ширина 3,05 мм.